# Adam Gregory (cantante)
Adam Gregory (Edmonton, 12 luglio 1985) è un cantante e cantautore canadese.

## Biografia
Attivo dal 2000, Gregory ha registrato quattro album in studio tra cui The Way I’m Made (2000) e Workin' on It (2002), entrambi pubblicati dalla Epic Records, e un album omonimo del 2006 per la Mensa Records. Diversi singoli di Gregory vennero inseriti nelle classifiche country del Canada; Crazy Days e What It Takes, entrambi usciti nel 2008, entrarono nella Top 40 della Hot Country Songs di Billboard. Nel 2010 recitò nel film What Would Jesus Do, tratto dal romanzo Che farebbe Gesù? di Charles Sheldon.

## Discografia

### Album in studio
- 2000 – The Way I’m Made
- 2002 – Workin' on It
- 2006 – Adam Gregory
- 2009 – Crazy Days

### Singoli
- 2000 – Horseshoes
- 2000 – Only Know I Do
- 2000 – No Vacancy
- 2001 – Big Star
- 2001 – It Ain't Cool
- 2002 – The World Could Use a Cowboy
- 2002 – Could Have Fooled Me
- 2003 – When I Leave This House (con Billy Ray Cyrus)
- 2003 – Sweet Memories
- 2004 – Never Be Another
- 2006 – Get It On
- 2006 – She's So California
- 2006 – Don't Send the Invitation (If You Don't Wanna Party)
- 2007 – One Breath from a Heartache
- 2008 – Crazy Days
- 2008 – What It Takes
- 2009 – Could I Just Be Me
- 2012 – High On You

## Filmografia
- What Would Jesus Do, 2010